# Досмагамбетов, Науан
Науа́н Досмагамбе́тов (20 сентября 1932, село Ащысай, Темирский район, Казахская АССР — 28 декабря 2005, село Аксу, Мугалжарский район, Актюбинская область, Казахстан) — старший чабан совхоза «Актюбинский» Темирского района Актюбинской области, Казахская ССР. Герой Социалистического Труда (1966).

## Биография
Родился в 1932 году в семье потомственного чабана в селе Ащысай Темирского района. В 1946 году окончил четыре класса местной начальной школы. С 1948 года — помощник старшего чабана в местном овцеводческом колхозе. В 1951 году был призван на срочную службу в Советскую Армию, которую проходил в Башкирской АССР. После армии в 1955 году принял отару своего отца в совхозе «Актюбинский» с усадьбой в селе Аксу Джурунского района (с 1963 года — Темирский район, затем — Мугоджарский, Мугалжарский район). В 1958 году участвовал во Всесоюзной выставке ВДНХ.
Ежегодно показывал высокие трудовые результаты. В 1961 году вырастил в среднем по 100 ягнят от каждой	сотни овцематок, в 1962 году — по 110 ягнят, в последующие годы получал не менее по 120 ягнят от каждой сотни овцематок. В 1964 году был удостоен почётного звания «Ударник коммунистического труда». Указом Президиума Верховного Совета СССР от 22 марта 1966 года удостоен звания Героя Социалистического Труда за «достигнутые успехи в развитии животноводства, увеличении производства и заготовок мяса, молока, яиц, шерсти и другой продукции» с вручением ордена Ленина и золотой медали «Серп и Молот» (№ 11245).
В последующем продолжал показываться высокие трудовые результаты. В 1970—1980-х годах неоднократно участвовал во Всесоюзной выставке ВДНХ в Москве.
С 1968 года член КПСС. В 1967 году избирался депутатом Актюбинского, с Мугоджарского районного (1965—1967) Советов народных депутатов.
После выхода на пенсию проживал в селе Аксу Мугалжарского района. Умер в декабре 2005 года. Похоронен на местном сельском кладбище.
Память
Его именем названа улица в селе Аксу Мугалжарского района.
Награды
- Герой Социалистического Труда
- Орден Ленина
- Орден Октябрьской Революции (08.04.1971)
- Орден Трудового Красного Знамени (19.02.1981)
- Медаль «За трудовое отличие» (18.02.1964)
- Две золотые (20.03.1974; 23.04.1985), три серебряные (11.05.1983; 14.04.1987; 17.05.1989) и бронзовая (10.04.1984) медали ВДНХ
- Почётная грамота Президиума Верховного Совета Казахской ССР (22.06.1965)
- Заслуженный работник сельского хозяйства Казахской ССР (19.03.1973)